# Кенениса Бекеле
Кенени́са Беке́ле Бейеча (амх. ቀነኒሳ በቀለ; 13 июня 1982 года, Бэкоджи, Арси, Эфиопия) — эфиопский легкоатлет, специализировавшийся на дистанциях 5000 и 10 000 метров. С 2013 года перешёл на более длинный шоссейный бег. В 2013 году дебютировал в полумарафоне, а в 2014 году пробежал свой первый марафон. Трёхкратный олимпийский чемпион и шестикратный чемпион мира. Экс-рекордсмен мира в беге на 5000 метров и 10 000 метров. Один из сильнейших стайеров в истории лёгкой атлетики, который добился мировых успехов в кроссе, беге на стадионе и по шоссе.

## Биография
Кенениса родился в среднегорье в небольшом городке Бэкоджи, Арси (ныне — регион Оромия), Эфиопия, откуда родом многие известные эфиопские бегуны.
В детстве он часто опаздывал в школу, которая находилась в 10 км 100 м от дома. И ему приходилось бегать. Поначалу Кенениса добегал за час, затем за 40 минут, а после «улучшил» рекорд до получаса.
Впервые громко заявил о себе, выиграв чемпионат мира 2001 года по кроссу среди юниоров.
В 2002 году он выиграл чемпионат мира по кроссу среди взрослых в обеих дисциплинах (4 км и 12 км). В 2003 году впервые стал чемпионом мира на дистанции 10 000 метров в Париже. В 2004 году Кенениса Бекеле выиграл Олимпийские игры на дистанции 10 000 метров. Также в 2004 году он бьёт мировые рекорды своего предшественника Хайле Гебреселассие на 5000 и на 10 000 метров и становится лидером мирового стайерского бега.
В январе 2005 года во время тренировки Кенениса скоропостижно скончалась его невеста 18-летняя Алем Техале. 18 ноября 2007 года Бекеле женился на известной актрисе Данавит Гебрегзабер в Аддис-Абебе.
В последние[какие?] годы выступает редко из-за травм. На Олимпийских играх в Лондоне бежал дистанцию 10 000 метров, на которой занял 4-е место с результатом 27.32,44 (бронзу завоевал младший брат Кененису Тарику).

### Марафонские дистанции
15 сентября 2013 года он стал победителем полумарафона Great North Run с результатом 1:00.09. Это был первый в его карьере полумарафон.
6 апреля 2014 года дебютировал на марафонской дистанции. На Парижском марафоне он выиграл с рекордом трассы 2:05.03. 18 мая выиграл 10-километровый пробег Great Manchester Run. 23 января 2015 года принял участие в Дубайском марафоне, однако сошёл с дистанции на 30-м километре дистанции из-за травмы ахиллова сухожилия на правой ноге.
24 апреля 2016 года стал третьим на Лондонском марафоне (2:06:36). 25 сентября 2016 года выиграл Берлинский марафон с личным рекордом 2:03:03.
23 апреля 2017 года занял второе место на Лондонском марафоне, уступив 9 секунд победителю Даниэлю Ванджиру (Кения).
22 апреля 2018 года стал шестым на Лондонском марафоне с результатом 2:08:53 (победитель Элиуд Кипчоге пробежал за 2:04:17).
29 сентября 2019 года Кенениса Бекеле второй раз в карьере выиграл Берлинский марафон с результатом 2:01:41, что было всего на две секунды хуже тогдашнего мирового рекорда Элиуда Кипчоге, установленного там же в Берлине в 2018 году. Кенениса ещё на 40-м километре бежал на 2 сек быстрее графика Кипчоге, но на заключительных километрах всё же уступил мировому рекорду.
16 сентября 2021 года 39-летний Кенениса занял третье место на Берлинском марафоне с результатом 2:06:47, отстав от победителя Гуйе Адолы чуть более чем на минуту.

## Спортивные качества
Кенениса Бекеле — универсал, который одинаково хорошо чувствует себя и на дорожке, и в кроссе на пересечённой местности.
Бекеле на дорожке — обладатель хорошего дистанционного хода, благодаря которому он может достигать высоких результатов в стайерском беге и на средних дистанциях, способен к финишному ускорению на последних 400 метрах. Он может пройти на дистанции 10 000 метров последний круг быстрее 54 секунд.

## Спортивные достижения
- Трёхкратный олимпийский чемпион (2004 и 2008)
- 5-кратный чемпион мира на стадионах
- Чемпион мира 2006 года в зале
- 16-кратный чемпион мира по кроссу
- Победитель «Золотой Лиги» 2006, 2009 года в беге на 5000 метров

## Интересные факты
Младший брат Кенениса — Тарику Бекеле (род. 1987), также был членом сборной Эфиопии по стайерскому бегу, выиграл бронзу на дистанции 10 000 метров на Олимпийских играх 2012 года.

## Личные рекорды
| Дистанция          | Результат | Дата             | Город     |
| ------------------ | --------- | ---------------- | --------- |
| 1500 м             | 3:32.35   | 28 сентября 2007 | Шанхай    |
| 3000 м             | 7:25.79   | 7 августа 2007   | Стокгольм |
| 5000 м в помещении | 12:49.60  | 20 февраля 2004  | Бирмингем |
| 5000 м             | 12:37.35  | 31 мая 2004      | Хенгело   |
| 10 000 м           | 26:17.53  | 26 августа 2005  | Брюссель  |
| Марафон            | 02:01.42  | 29 сентября 2019 | Берлин    |

## Достижения
| Олимпийские игры            | Олимпийские игры | Олимпийские игры |
| --------------------------- | ---------------- | ---------------- |
| Золото                      | Афины 2004       | 10 000 м         |
| Серебро                     | Афины 2004       | 5000 м           |
| Золото                      | Пекин 2008       | 10 000 м         |
| Золото                      | Пекин 2008       | 5000 м           |
| Чемпионаты мира             |                  |                  |
| Золото                      | Париж 2003       | 10 000 м         |
| Бронза                      | Париж 2003       | 5000 м           |
| Золото                      | Хельсинки 2005   | 10 000 м         |
| Золото                      | Осака 2007       | 10 000 м         |
| Золото                      | Берлин 2009      | 10 000 м         |
| Золото                      | Берлин 2009      | 5000 м           |
| Чемпионаты мира в помещении |                  |                  |
| Золото                      | Москва 2006      | 3000 м           |
| Всеафриканские игры         |                  |                  |
| Золото                      | Абуджа 2003      | 5000 м           |
| Чемпионаты Африки           |                  |                  |
| Золото                      | Бамбус 2006      | 5000 м           |
| Золото                      | Аддис-Абеба 2008 | 5000 м           |
| Чемпионаты мира по кроссу   |                  |                  |
| Серебро                     | Остенде 2001     | 4 км             |
| Бронза                      | Остенде 2001     | 4 км (команда)   |
| Золото                      | Дублин 2002      | 4 км             |
| Золото                      | Дублин 2002      | 12 км            |
| Серебро                     | Дублин 2002      | 4 км (команда)   |
| Серебро                     | Дублин 2002      | 12 км (команда)  |
| Золото                      | Лозанна 2003     | 4 км             |
| Золото                      | Лозанна 2003     | 12 км            |
| Серебро                     | Лозанна 2003     | 4 км (команда)   |
| Серебро                     | Лозанна 2003     | 12 км (команда)  |
| Золото                      | Брюссель 2004    | 4 км             |
| Золото                      | Брюссель 2004    | 12 км            |
| Золото                      | Брюссель 2004    | 4 км (команда)   |
| Золото                      | Брюссель 2004    | 12 км (команда)  |
| Золото                      | Сен-Гальмье 2005 | 4 км             |
| Золото                      | Сен-Гальмье 2005 | 12 км            |
| Золото                      | Сен-Гальмье 2005 | 4 км (команда)   |
| Золото                      | Сен-Гальмье 2005 | 12 км (команда)  |
| Золото                      | Фукуока 2006     | 4 км             |
| Золото                      | Фукуока 2006     | 12 км            |
| Серебро                     | Фукуока 2006     | 4 км (команда)   |
| Бронза                      | Фукуока 2006     | 12 км (команда)  |
| Золото                      | Эдинбург 2008    | 12 км            |
| Золото                      | Эдинбург 2008    | 12 км (команда)  |